# Selglaid
Selglaid är en ö utanför Estlands västkust. Den ligger i Varbla kommun i landskapet Pärnumaa, 130 km sydväst om huvudstaden Tallinn. Arean är 0,3 kvadratkilometer.
Terrängen på Selglaid är mycket platt och öns högsta punkt är 3 meter över havet. Den sträcker sig 0,5 kilometer i nord-sydlig riktning, och 1,3 kilometer i öst-västlig riktning. Selglaid ligger 2 km utanför estländska fastlandet. Öns västra udde utgörs av halvön Pöörilaid där ett fyrtorn finns uppfört. Öster om Selglaid ligger ön Piiukaarelaid.
Inlandsklimat råder i trakten. Årsmedeltemperaturen i trakten är 6 °C. Den varmaste månaden är augusti, då medeltemperaturen är 16 °C, och den kallaste är januari, med −6 °C.